# ديك تايلور (عداء مسافات طويلة)
ديك تايلور (بالإنجليزية: Dick Taylor) هو عداء مسافات طويلة بريطاني، ولد في 3 يناير 1945 في كوفنتري في المملكة المتحدة.

## وصلات خارجية
- ديك تايلور على موقع الاتحاد الدولي لألعاب القوى (الإنجليزية)
- ديك تايلور على موقع أوليمبيديا (الإنجليزية)
- ديك تايلور على موقع اتحاد ألعاب الكومنولث (مؤرشف) (الإنجليزية)